# Грамаждано
Грамаждано (болг. Грамаждано) — село в Болгарии. Находится в Кюстендилской области, входит в общину Кюстендил. Население составляет 282 человека.

## Политическая ситуация
В местном кметстве Грамаждано, в состав которого входит Грамаждано, должность кмета (старосты) исполняет Милан  Райчов Иванов (независимый) по результатам выборов.
Кмет (мэр) общины Кюстендил — Петыр Георгиев Паунов (коалиция в составе 3 партий: Демократы за сильную Болгарию (ДСБ), Союз демократических сил (СДС), партия АТАКА) по результатам выборов.